# 烏古孫兀屯
乌古孙兀屯（12世纪？—1213年），金朝将领，女真族。姓乌古孙，上京路（今黑龙江哈尔滨市阿城区）人。
金世宗大定末年，袭猛安职。金章宗明昌七年（1196年），以本部兵充万户，备边有功，授归德军节度副使，改盘安军节度副使，升任同知速频路节度使事，再为归德府治中，升任唐州刺史。泰和六年（1206年），南宋攻打唐州，他派少量精兵出城掩击，宋军大乱，斩首万余级，后多次击败宋军。以功升为同知河南府事，为右副元帅完颜匡属下的右翼都统。攻取神马坡，攻襄阳，强渡汉水，进一阶，号称平南虎威将军。宋朝请和后改任河南副统军。大安元年（1209年），改任昌武军节度使，历任西南路招讨使、同知上京留守事。大安三年（1211年），率兵二万八千入卫中都（今北京），升任元帅右都监转左都监，兼北京（今内蒙古宁城大明城）留守。改任元帅左监军，留守如故。贞祐元年（1213年），领兵入援中都，奉诏以兵一万六千人守定兴（今河北定兴县），兵败战死。